# Alnus djavanshirii
Alnus djavanshirii là một loài thực vật có hoa thuộc chi Khi mộc trong họ Betulaceae. Loài này được mô tả lần đầu tiên bởi H. Zare.
Loại động vật này được tìm thấy ở Iran.